# Arguenos
Arguenos ist eine französische Gemeinde mit 89 Einwohnern (Stand 1. Januar 2022) im Département Haute-Garonne in der Region Okzitanien (zuvor Midi-Pyrénées). Die Einwohner werden als Arguenosiens bezeichnet.

## Geographie
Die Gemeinde liegt im Comminges, 28 Kilometer südlich von Saint-Gaudens, am Fuße der Pyrenäen zwischen dem Pic du Gar und dem Pic de Cagire.
Arguenos bildet zusammen mit den Orten Cazaunous, Juzet-d’Izaut und Moncaup das sogenannte Pays de Thou.

## Geschichte
Das Gebiet von Arguenos war schon zu gallo-römischer Zeit besiedelt.
Bekannt wurde Arguenos durch den Abbau von weißem Marmor in mehreren Steinbrüchen, der nach dem Zweiten Weltkrieg eingestellt wurde.
Zwischen 1880 und dem Ende des 20. Jahrhunderts sank die Einwohnerzahl des Ortes um 90 %.

## Bevölkerungsentwicklung
| Jahr                      | 1962 | 1968 | 1975 | 1982 | 1990 | 1999 | 2005 | 2010 | 2015 | 2019 |
| ------------------------- | ---- | ---- | ---- | ---- | ---- | ---- | ---- | ---- | ---- | ---- |
| Einwohner                 | 65   | 68   | 52   | 45   | 48   | 57   | 50   | 53   | 70   | 81   |
| Quelle: Cassini und INSEE |      |      |      |      |      |      |      |      |      |      |

## Sehenswürdigkeiten
- Kirche St-Laurent, wiederaufgebaut im 19. Jahrhundert
- Friedhofskreuz aus dem 15. Jahrhundert
- Waschhaus aus dem 19. Jahrhundert